# Monte Compatri
Monte Compatri är en ort och kommun i storstadsregionen Rom, innan 2015 provinsen Rom, i regionen Lazio i Italien. Kommunen hade 12 200 invånare (2018) och gränsar till kommunerna Colonna, Grottaferrata, Frascati, Monte Porzio Catone, Rocca di Papa, Rocca Priora, Rom, San Cesareo och Zagarolo. Monte Compatri är en av de sexton städerna i området Castelli Romani.